# 臺南市仁德區虎山實驗小學
臺南市仁德區虎山實驗小學，是位於臺灣臺南市仁德區的一所市立國民小學，前身是車路墘尋常小學校、豐榮國民學校，與車路墘製糖所（即後來的仁德糖廠）關係密切。2016年8月因推行「4學季制」及聯合國 Eco School 系統，獲得四面綠旗（聯合國永久綠旗）。而從虎山國民小學更改為今名。

## 歷史
臺灣製糖株式會社車路墘製糖所在日治時期的明治四十三年（1910年）成立時，周圍尚未發展，員工子女的就學成為問題之一，遂申請成立小學，之後在大正四年（1915年）4月1日成立臺南第一尋常高等小學校車路墘分教場，不久在大正六年（1917年）4月1日獨立為車路墘尋常小學校，四年後（1921年4月1日）由仁德役場接手經營。
該校最初只設有一班，由校長及一名教師授課，昭和三年（1928年）才變為兩班並增加一名教師，而到了昭和十六年（1941年）時，該校因教育政策改名為「豐榮國民學校」。
戰後，該校在民國三十五年（1946年）由車路墘糖廠報請臺糖公司設立為「臺糖第七小學」，由廠長丘昇元兼任校長，當時設有三班共69人，隔年（1947年）11月聘請林壽年為專任校長。民國三十八年（1949年）8月，該校奉令更名為「虎山代用國民學校」，民國四十年（1951年）9月增設幼稚班，隔年（1952年）林壽年辭職，校長改由廠長陳其斌兼任，民國四十二年（1953年）2月再聘朱德銓擔任校長。
民國五十七年（1968年）因實施九年國民教育，臺糖的代用國校遂移交給地方政府，該校改制為仁德鄉虎山國民小學，2010年年底行政區劃改制後，變為臺南市仁德區虎山國民小學。
虎山國小由於原為糖廠員工子女就讀的學校且地處偏遠，一度面臨廢校，但在校長林勇成於民國101年（2012年）上任後，利用學校周邊自然環境，將虎山國小打造成生態學校，推動 ECO SCHOOL 生態學校課程，邀請珍古德博士蒞校，並加入臺美生態學校聯盟。使得虎山國小在他任內從每個年級只有個位數學生，變成臺南唯一一間連續三年增班的學校。
2015年9月，虎山國小獲頒教育部教學卓越金質獎。2015年11月，虎山國小榮獲環保署頒發 Eco Campus 最高榮譽象徵——綠旗，這是臺灣第一所本土認證的綠旗學校。
2016年8月1日，虎山國小實驗教育計畫獲教育部通過，改名為虎山實驗小學。該校自105學年開始（先提前於2016年8月24日開學），一學年分成四學季，約上課9到10週便有2到3週的假期。此外該校列為管制學區，一年級只招收一班。
2018年，虎山實小再次獲得Eco-Campus生態學校的綠旗認證。2020年，虎山實小完成北棟校舍耐震補強工程及防水隔熱工程，此外該年虎山實小成為臺灣第一所榮獲第3面綠旗認證的代表學校。2021年南棟校舍進行原地拆除重建工程，於該年3月7日舉行動土典禮。
2022年11月，虎山實小通過了聯合國Eco School生態學校第四面綠旗認證，成為亞洲第一所榮獲永久綠旗的學校。

## 歷任校長
日治時期
| 姓名     | 任期           |
| 雪竹源一 | 1917年－1919年 |
| 飯盛新六 | 1919年－1927年 |
| 圓武雄   | 1927年－1929年 |
| 渡邊勝佐 | 1929年－1935年 |
| 飯島正藏 | 1935年－1940年 |
| 峰源六   | 1940年－1941年 |
| 飯島正藏 | 1941年－1944年 |

中華民國時期
| 姓名                         | 性別 | 任職日期      | 卸職日期      |
| ---------------------------- | ---- | ------------- | ------------- |
| 丘昇元                       | 男   | 1946年8月1日  | 1947年8月1日  |
| 林壽年                       | 男   | 1947年8月1日  | 1952年8月1日  |
| 陳其斌                       | 男   | 1952年8月1日  | 1953年2月1日  |
| 朱德銓                       | 男   | 1953年2月1日  | 1959年2月1日  |
| 劉含華                       | 男   | 1959年2月1日  | 1960年7月1日  |
| 孫曰重                       | 男   | 1960年7月1日  | 1969年11月1日 |
| 廖起超                       | 男   | 1969年11月1日 | 1973年8月1日  |
| 劉德安                       | 男   | 1973年8月1日  | 1976年8月1日  |
| 馬鳴和                       | 男   | 1976年8月1日  | 1985年2月1日  |
| 楊漢馳                       | 男   | 1985年2月1日  | 1989年8月1日  |
| 黃鐵澄                       | 男   | 1989年8月1日  | 1993年2月1日  |
| 黃吉元                       | 男   | 1993年8月1日  | 1998年8月1日  |
| 楊桂蓮                       | 女   | 1998年8月1日  | 2004年2月1日  |
| 陳湘雲                       | 男   | 2004年8月1日  | 2008年8月1日  |
| 劉國昌                       | 男   | 2008年8月1日  | 2012年8月1日  |
| 林勇成                       | 男   | 2012年8月1日  | 現職          |
| 部份校長資料來自《仁德鄉誌》 |      |               |               |

## 外部連結
- 臺南市仁德區虎山實驗小學（页面存档备份，存于）